# Mount Chivers
Mount Chivers är ett berg i Antarktis. Det ligger i Östantarktis. Nya Zeeland gör anspråk på området. Toppen på Mount Chivers är 1 755 meter över havet, eller 1 299 meter över den omgivande terrängen. Bredden vid basen är 4,7 km.
Terrängen runt Mount Chivers är bergig söderut, men norrut är den kuperad. Trakten är obefolkad. Det finns inga samhällen i närheten.